# 仁川級巡防艦

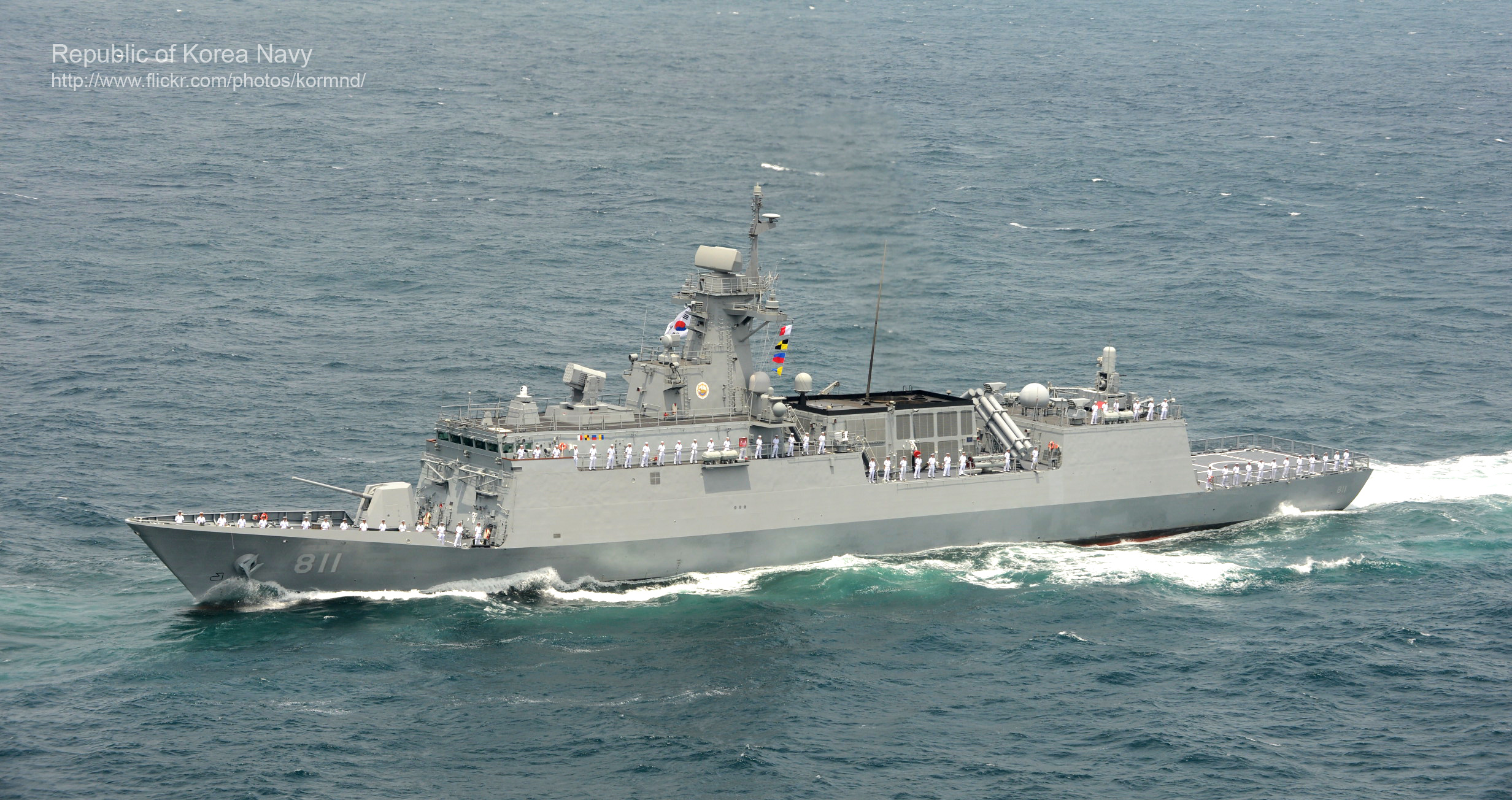
仁川號巡防艦(811)

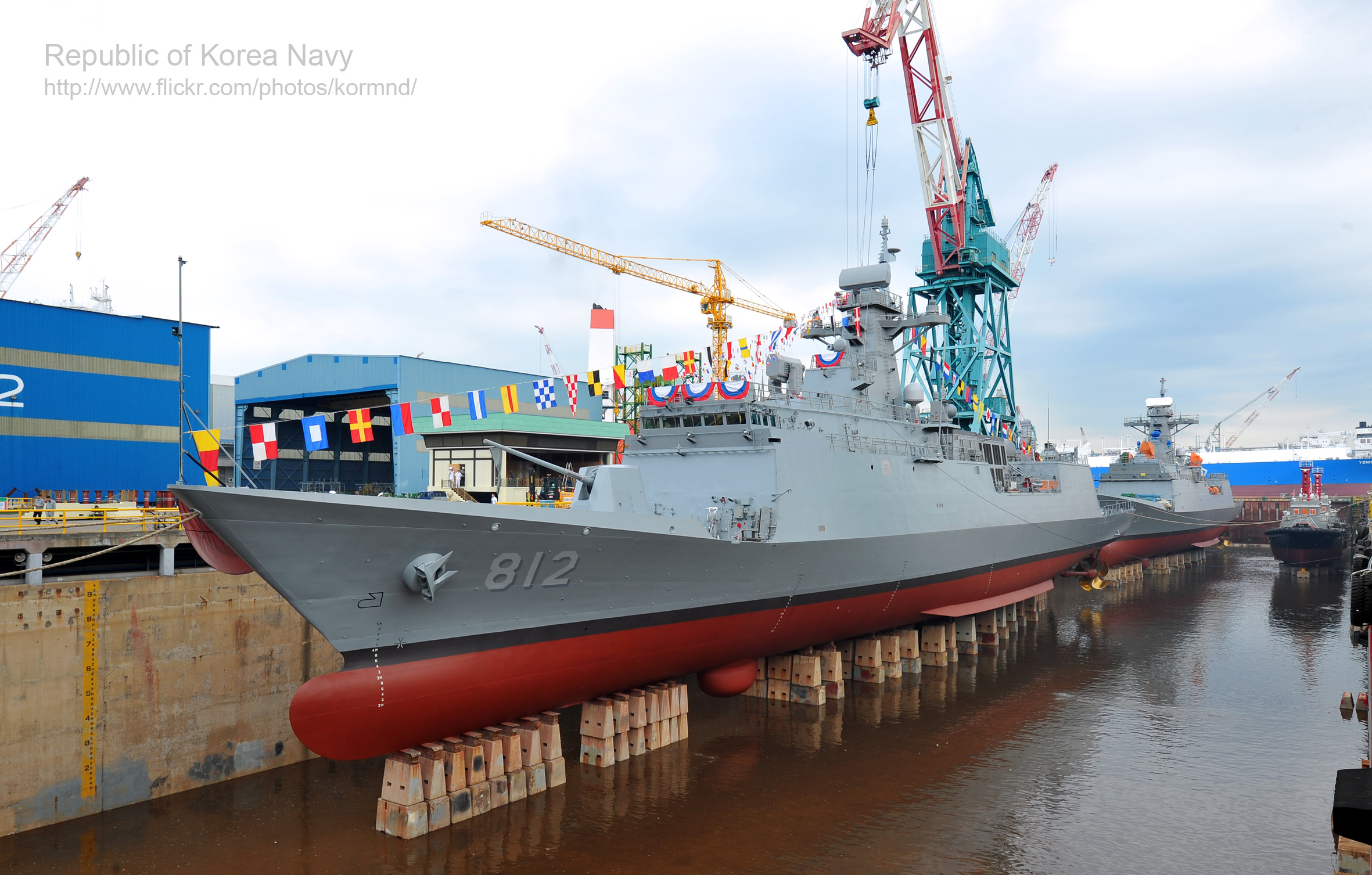
京畿號巡防艦(812)下水典禮

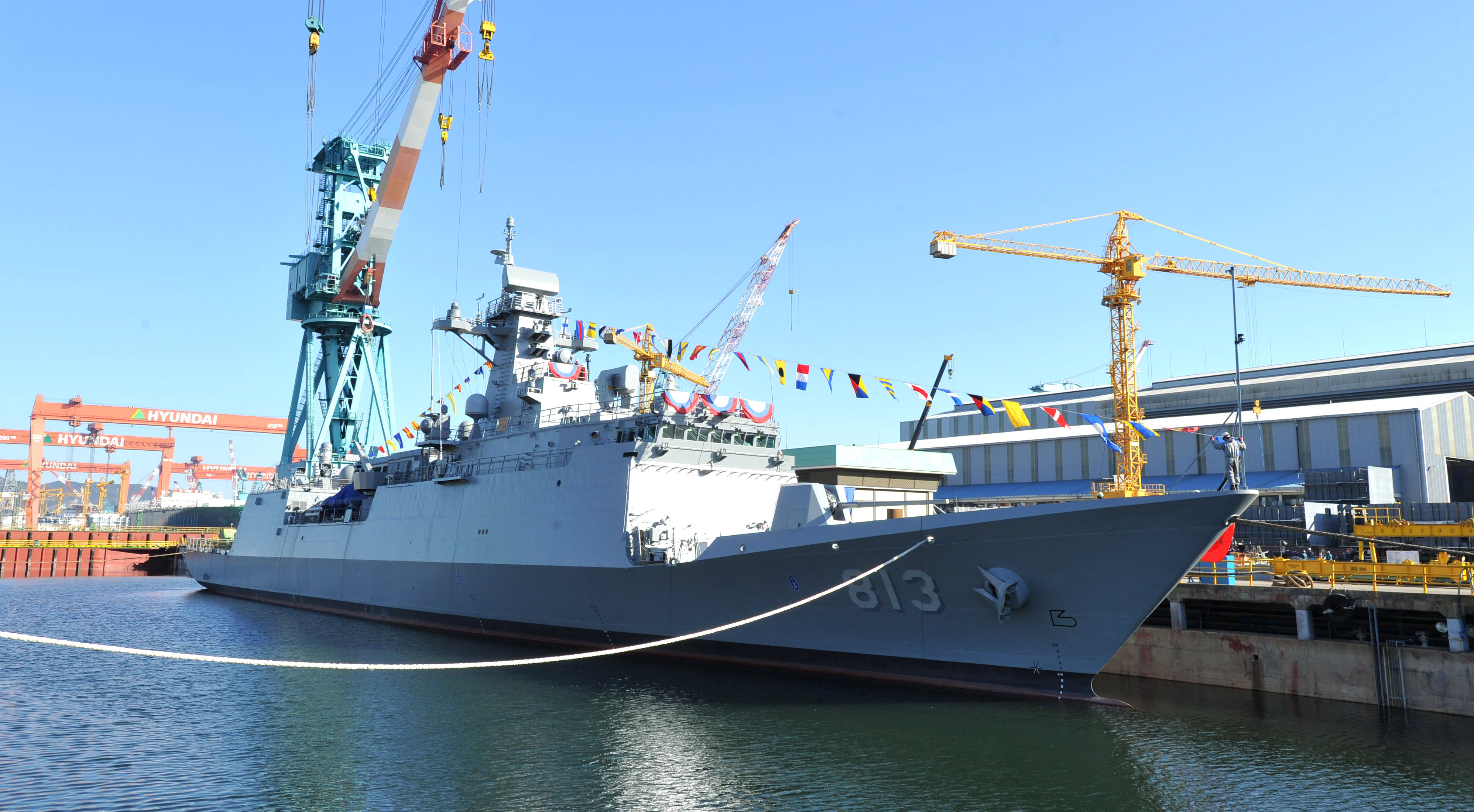
全北號巡防艦(813)

仁川級巡防艦（英语：Incheon class frigate）是大韓民國海軍新一代多用途巡防艦，即韓國未來巡防艦計劃（FFX）的產物，本級艦採用了現代海軍艦船常用的平甲板、長橋樓結構，較高的模組化設計。第一批次的仁川級巡防艦將取代韓國海軍老化的軍艦，例如浦項級輕型護衛艦和蔚山級巡防艦執行領海巡邏任務，後續批次將逐漸增加防空武器和反潛武器。

## 简介
仁川级巡防艦的主炮極為引人注目，是1座美製MK45 Mod 4型127毫米/62倍徑艦炮。另外還裝備雷神公司的近迫防禦系統,方陣快砲，用于近程防禦反艦巡航導弹和低空目標。由於該型艦噸位較小，为了提高適航性，在艦首部位設置仁川級還設置了小型球鼻首，從其形制上来看，是適用於較高巡航速度的類型，可見其比較重視降低巡航阻力、提高巡航效率和续航力的问题。由于球鼻首尺寸較小，不足以容納聲納裝置，是以艦殼聲納的流線型聲納罩裝設於橋樓前端位置的船底部。該型艦的尾部为寬大的直升機甲板，可以起降SH-60“海鷹”及其他尺寸相當的10噸級直升機，並配有一个固定機庫。韓國海軍選定的反潛直升機为从英國進口的超級大山貓直升機，未来可能由韓國自行研製的KUH反潛直升機取代，機載制導武器為國產“藍鯊”反潛魚雷。“仁川”號巡防艦以韓國西部港口城市仁川廣域市命名，其下水儀式於2011年4月29日在韓國現代重工集團蔚山船廠舉行。2013年1月17日正式交付韓國海軍第三艦隊第17特別作戰群，韓國海軍“FFX”造艦項目計畫在2020年前建造24艘巡防艦。以色列和菲律賓分別於2012年11月和2013年3月表達購買意願。

## 外銷

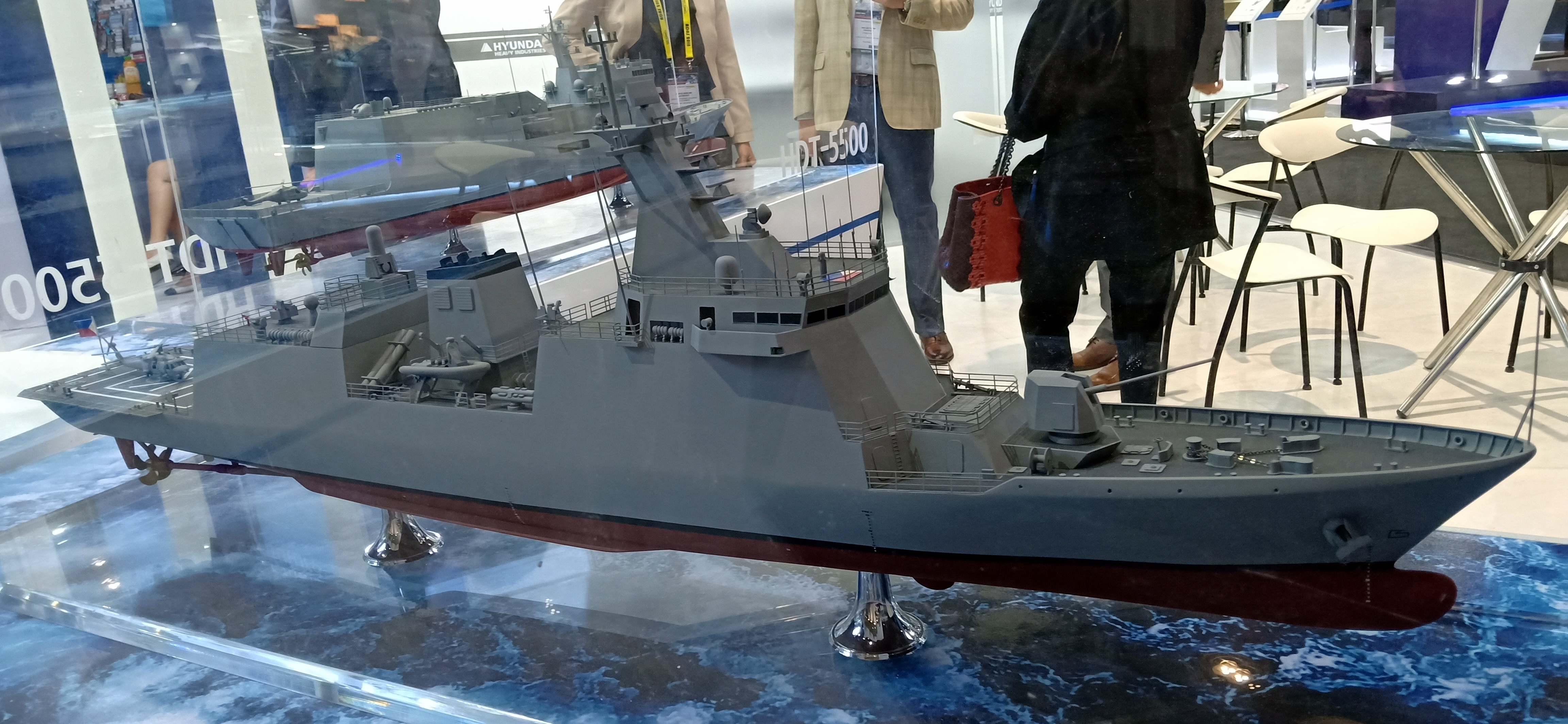
何塞·黎剎級巡防艦模型

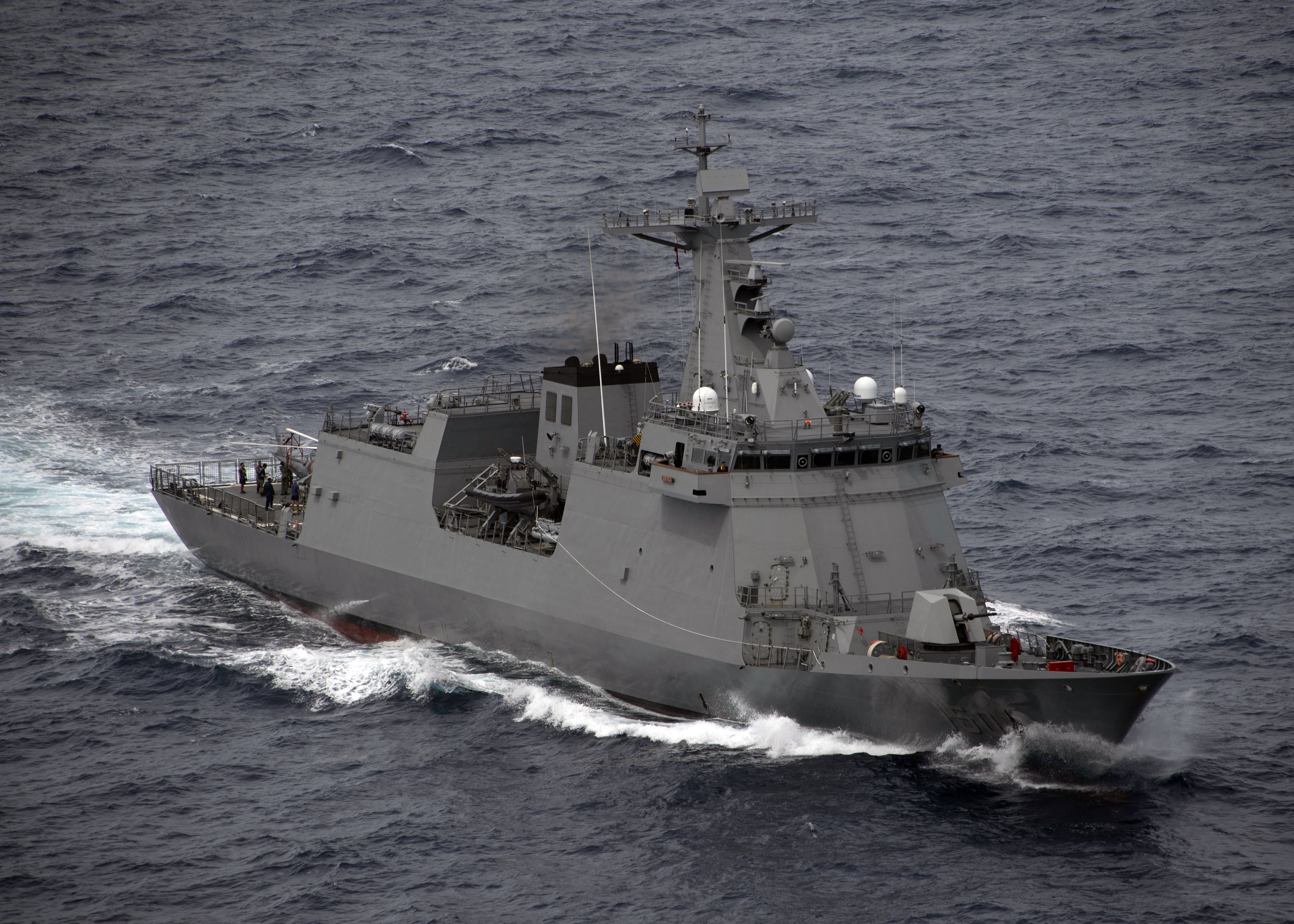
何塞·黎剎級首艦Jose Rizal(FF-150)

韓國現代重工企業將要為菲律賓海軍建造3000噸級的多功能飛彈護衛艦，總數為2艘。總裁康煥古(Hwan-Goo Kang)與菲律賓國防部長德爾芬·洛倫扎納(Delfin Lorenzana)一同參加第一艘巡防艦的切鋼儀式。
詹氏防衛網(Jane’s Defense)報導，此艦是現代重工設計的仁川級巡防艦的縮小版，仁川級的全長114公尺、全寛14公尺，吃水4公尺，排水量3251噸，菲律賓版本的長度為107公尺，全寛12公尺，吃水不變。因此標準排水量縮小為約為2600噸。推進裝置採用四具柴油發動機，不是大邱級的燃氣渦輪，因此航速也比較慢，最大航速為25節。
這型簡化版的飛彈巡防艦性能也不差，採用德國Hensoldt公司的 TRS-3D Baseline D多模式C波段相控陣雷達、義大利 李奧那多公司Selex ES NA-25X射控雷達。
主要武裝是1具76公釐艦砲、1具30公釐快砲、4枚韓製SSM-700K海星反艦飛彈、4枚西北方近距離防空飛彈，2具藍鯊魚雷發射器，與8具垂直發射器(發射器型號不明且暫時不裝配彈藥)。
後方的直升機甲板可以容納1架AW159 野貓反潛直升機，除了反艦作戰，也可以擔任人員運輸。
首艦何塞·黎剎號巡防艦於2020年5月23日抵達菲律賓，2020年7月10日服役；二號艦在2019年11月8日下水，2021年3月19日服役。

## 相關資訊
- 排水量：2300吨
- 长：114米
- 宽：14米
- 动力：
  - 2×通用动力LM-2500燃气轮机
  - 2×MTU 20V 956 TB92柴油机
- 最大航速：30节
- 巡航航速：18节

### 电子系统
- SMART-S Mk2的搜索雷达
- 三星泰利斯海军盾综合作战管理系统
- LIG Nex1 K“索纳塔” SLQ-200（V）电子战系统
- KDAGAIE MK2诱饵弹系统

### 武器装备
- 1×5英寸MK45.M4舰炮或1×奥托·梅莱拉76mm舰炮
- 2×20mm密集阵近防系统
- 4×SSM-700K“海星”反舰导弹
- 4×玄武-3型巡航导弹
- 1×3联装 K745 LW鱼雷

## 同級艦艇
| 舷號    | 艇名              | 建造商   | 下水時間       | 服役時間      | 現狀   |
| FFG-I   |                   |          |                |               |        |
| FFG-811 | 仁川號 (Incheon)  | 現代重工 | 2011年4月29日  | 2013年1月17日 | 已服役 |
| FFG-812 | 京畿號 (Gyeonggi) | 現代重工 | 2013年7月18日  | 2014年11月4日 | 已服役 |
| FFG-813 | 全北號 (Jeonbuk)  | 現代重工 | 2013年11月13日 | 2014年12月    | 已服役 |
| FFG-815 | 江原號 (Gangwon)  | STX海事  | 2014年8月12日  | 2015年8月     | 已服役 |
| FFG-816 | 忠北號 (Chungbuk) | STX海事  | 2014年10月23日 | 2016年1月26日 | 已服役 |
| FFG-817 | 光州號 (Gwangju)  | STX海事  | 2015年8月11日  | 2016年11月9日 | 已服役 |

## 事故與問題
2014年，韓國海軍在整個交付產品檢驗時，各種問題也浮上檯面，最初仁川級原本預定採用法國製電子冷卻風扇，但是後來發現廠商以便宜的臺灣製產品取代。
2015年，原本應該在德國製造的舵機油泵被發現更換為韓國本土製產品。此外中涉及的許多驗收的弊案問題，負責此案的原海軍參謀長收受了STX集團7億元的賄款，因此採用了該韓國廠商的柴油發動機，目前正被收押。
2015年，在“FFG-815 江原道號”的建造過程中，發現了一些結構性瑕疵。另外，本艦還被發現沒有進行船內管道接縫處所需的加固工程，管道僅通過焊接連接簡單了事。

### 相关
- 大韩民国國軍
- 大韩民国海军
- 蔚山级巡防舰
- 浦項級輕型護衛艦
- 大邱級巡防艦

### 同类型舰
- 中華民國：康定级巡防舰
- 中华人民共和国：054型护卫舰
- 法國：拉法葉級巡防艦
- 马来西亚：馬哈拉惹里拉級巡防艦
- 土耳其：伊斯坦堡級巡防艦
- 印度：格莫尔达级巡防舰